# Something Just Like This
"Something Just Like This" là một bài hát của bộ đôi nhà sản xuất người Mỹ The Chainsmokers và ban nhạc người Anh quốc Coldplay nằm trong album phòng thu đầu tay của The Chainsmokers, Memories...Do Not Open (2017). Ngoài ra, bài hát còn xuất hiện trong EP thứ 13 của Coldplay, Kaleidoscope EP (2017). Nó được phát hành vào ngày 22 tháng 2 năm 2017 như là đĩa đơn thứ hai trích từ album và đầu tiên trích từ EP bởi Disruptor Records và Columbia Records. "Something Just Like This" được đồng viết lời bởi thành viên của The Chainsmokers Andrew Taggart và tất cả những thành viên của Coldplay (Chris Martin, Guy Berryman, Jonny Buckland và Will Champion), trong khi phần sản xuất được đảm nhiệm bởi Taggart với thành viên còn lại của nhóm Alex Pall. Bài hát là một bản Future bass và pop mang nội dung đề cập đến mong ước của một người đàn ông về một mối quan hệ không cần thiết phải hoàn hảo như trong truyền thuyết.
Sau khi phát hành, "Something Just Like This" nhận được những phản ứng tích cực từ các nhà phê bình âm nhạc, trong đó họ đánh giá cao giai điệu bắt tai, chất giọng của Martin cũng như quá trình sản xuất nó. Ngoài ra, bài hát còn gặt hái nhiều giải thưởng và đề cử tại những lễ trao giải lớn, bao gồm chiến thắng tại giải thưởng âm nhạc Billboard năm 2018 cho Top Bài hát Dance/Electronic và một đề cử giải Grammy cho Trình diễn song tấu hoặc nhóm nhạc pop xuất sắc nhất tại lễ trao giải thường niên lần thứ 60. "Something Just Like This" cũng tiếp nhận những thành công vượt trội về mặt thương mại với việc lọt vào top 10 ở hầu hết những quốc gia nó xuất hiện, bao gồm vươn đến top 5 ở những thị trường lớn như Úc, Áo, Bỉ, Canada, Đan Mạch, Đức, Ireland, Ý, New Zealand, Thụy Điển, Thụy Sĩ và Vương quốc Anh. Tại Hoa Kỳ, nó đạt vị trí thứ ba trên bảng xếp hạng Billboard Hot 100, trở thành đĩa đơn thứ ba của The Chainsmokers và thứ hai của Coldplay vươn đến top 5 tại đây.
Một video lời bài hát của "Something Just like This" đã được phát hành và do James Zwadlo làm đạo diễn, đã trở thành một trong những video được xem nhiều nhất YouTube. Để quảng bá bài hát, hai nghệ sĩ đã trình diễn nó cùng nhau hoặc riêng biệt trên nhiều chương trình truyền hình và lễ trao giải lớn, bao gồm giải Brit năm 2017, giải thưởng âm nhạc iHeartRadio năm 2017 và buổi hòa nhạc từ thiện One Love Manchester, cũng như trong nhiều chuyến lưu diễn của họ. Kể từ khi phát hành, "Something Just like This" đã được hát lại và sử dụng làm nhạc mẫu bởi nhiều nghệ sĩ, như Sam Tsui, DJ Earworm, One Voice Children's Choir và Madilyn Bailey. Ngoài phiên bản chính thức, một số bản phối lại của bài hát đã được phát hành, với sự tham gia thực hiện từ nhiều nghệ sĩ khác, bao gồm Alesso và R3hab. Tính đến nay, nó đã bán được hơn 13 triệu bản trên toàn cầu, trở thành đĩa đơn bán chạy thứ ba của năm 2017 cũng như là một trong những đĩa đơn bán chạy nhất mọi thời đại.

## Danh sách bài hát
Tải kĩ thuật số
1. "Something Just Like This" – 4:07

Tải kĩ thuật số – Remix Pack EP
1. "Something Just Like This" (Alesso phối lại) – 4:12
2. "Something Just Like This" (R3hab phối lại) – 2:42
3. "Something Just Like This" (Dimitri Vegas & Like Mike phối lại) – 3:50
4. "Something Just Like This" (Don Diablo phối lại) – 3:50
5. "Something Just Like This" (Jai Wolf phối lại) – 2:56
6. "Something Just Like This" (ARMNHMR phối lại) – 3:44

Tải kĩ thuật số – Remix Pack EP
1. "Something Just Like This" (Tokyo phối lại) – 4:33

## Thành phần thực hiện
| The Chainsmokers - Drew Taggart – đàn phím - Alex Pall – đàn phím Coldplay - Guy Berryman – bass guitar - Jonny Buckland – guitar chính - Will Champion – trống, hát phụ, lập trình - Chris Martin – hát chính, piano | Đội ngũ sản xuất - The Chainsmokers – sản xuất |

## Xếp hạng
| Bảng xếp hạng (2017)                          | Vị trí cao nhất |
| --------------------------------------------- | --------------- |
| Argentina (Monitor Latino)                    | 19              |
| Úc (ARIA)                                     | 2               |
| Áo (Ö3 Austria Top 40)                        | 2               |
| Bỉ (Ultratop 50 Flanders)                     | 1               |
| Bỉ (Ultratop 50 Wallonia)                     | 2               |
| Brazil (Billboard Hot 100)                    | 3               |
| Canada (Canadian Hot 100)                     | 3               |
| Cộng hòa Séc (Rádio Top 100)                  | 1               |
| Cộng hòa Séc (Singles Digitál Top 100)        | 2               |
| Đan Mạch (Tracklisten)                        | 5               |
| Phần Lan (Suomen virallinen lista)            | 6               |
| Pháp (SNEP)                                   | 6               |
| Đức (Official German Charts)                  | 4               |
| Hungary (Rádiós Top 40)                       | 3               |
| Hungary (Single Top 40)                       | 5               |
| Hungary (Stream Top 40)                       | 3               |
| Ireland (IRMA)                                | 3               |
| Ý (FIMI)                                      | 3               |
| Nhật Bản (Japan Hot 100)                      | 11              |
| Mexico Phát thanh (Billboard)                 | 2               |
| Mexico (Monitor Latino)                       | 3               |
| Hà Lan (Dutch Top 40)                         | 4               |
| Hà Lan (Single Top 100)                       | 6               |
| New Zealand (Recorded Music NZ)               | 5               |
| Na Uy (VG-lista)                              | 5               |
| Ba Lan (Polish Airplay Top 100)               | 1               |
| Bồ Đào Nha (AFP)                              | 3               |
| Romania Phát thanh (Media Forest)             | 2               |
| Russia Phát thanh (Tophit)                    | 6               |
| Slovakia (Rádio Top 100)                      | 1               |
| Slovakia (Singles Digitál Top 100)            | 3               |
| Slovenia (SloTop50)                           | 5               |
| Hàn Quốc (Gaon International Singles)         | 2               |
| Tây Ban Nha (PROMUSICAE)                      | 6               |
| Thụy Điển (Sverigetopplistan)                 | 4               |
| Thụy Sĩ (Schweizer Hitparade)                 | 3               |
| Anh Quốc (OCC)                                | 2               |
| Hoa Kỳ Billboard Hot 100                      | 3               |
| Hoa Kỳ Adult Contemporary (Billboard)         | 1               |
| Hoa Kỳ Adult Pop Airplay (Billboard)          | 1               |
| Hoa Kỳ Dance Club Songs (Billboard)           | 9               |
| Hoa Kỳ Dance/Mix Show Airplay (Billboard)     | 1               |
| Hoa Kỳ Hot Dance/Electronic Songs (Billboard) | 1               |
| Hoa Kỳ Pop Airplay (Billboard)                | 1               |
| Hoa Kỳ Rhythmic (Billboard)                   | 24              |
| Hoa Kỳ Rock Airplay (Billboard)               | 8               |

| Bảng xếp hạng (2017)                      | Vị trí |
| ----------------------------------------- | ------ |
| Argentina (Monitor Latino)                | 52     |
| Australia (ARIA)                          | 5      |
| Austria (Ö3 Austria Top 40)               | 4      |
| Belgium (Ultratop 50 Flanders)            | 3      |
| Belgium (Ultratop 50 Wallonia)            | 3      |
| Bolivia (Monitor Latino)                  | 82     |
| Canada (Canadian Hot 100)                 | 4      |
| Costa Rica (Monitor Latino)               | 61     |
| Denmark (Tracklisten)                     | 24     |
| France (SNEP)                             | 13     |
| Germany (Official German Charts)          | 3      |
| Guatemala (Monitor Latino)                | 85     |
| Hungary (Rádiós Top 40)                   | 19     |
| Hungary (Single Top 40)                   | 12     |
| Hungary (Stream Top 40)                   | 8      |
| Italy (FIMI)                              | 4      |
| Japan (Japan Hot 100)                     | 51     |
| Japan Hot Overseas (Billboard Japan)      | 6      |
| Mexico (Monitor Latino)                   | 10     |
| Netherlands (Dutch Top 40)                | 16     |
| Netherlands (Single Top 100)              | 9      |
| New Zealand (Recorded Music NZ)           | 8      |
| Norway (VG-lista)                         | 7      |
| Paraguay (Monitor Latino)                 | 29     |
| Poland (ZPAV)                             | 6      |
| Russia Airplay (Tophit)                   | 22     |
| Slovenia (SloTop50)                       | 9      |
| South Korea (Gaon International Singles)  | 4      |
| Spain (PROMUSICAE)                        | 32     |
| Sweden (Sverigetopplistan)                | 3      |
| Switzerland (Schweizer Hitparade)         | 3      |
| UK Singles (Official Charts Company)      | 9      |
| Uruguay (Monitor Latino)                  | 73     |
| US Billboard Hot 100                      | 5      |
| US Adult Alternative Songs (Billboard)    | 41     |
| US Adult Contemporary (Billboard)         | 10     |
| US Adult Top 40 (Billboard)               | 2      |
| US Hot Dance/Electronic Songs (Billboard) | 1      |
| US Dance/Mix Show Airplay (Billboard)     | 3      |
| US Pop Songs (Billboard)                  | 11     |
| US Rock Airplay (Billboard)               | 19     |
| Worldwide (IPFI)                          | 3      |
| Bảng xếp hạng (2018)                      | Vị trí |
| Hungary (Rádiós Top 40)                   | 19     |
| Japan Hot Overseas (Billboard Japan)      | 19     |
| Romania (Airplay 100)                     | 99     |
| South Korea (Gaon International Singles)  | 9      |
| US Hot Dance/Electronic Songs (Billboard) | 3      |

## Chứng nhận
</ref>}}
| Quốc gia | Chứng nhận    | Số đơn vị/doanh số chứng nhận |            |
| --- | ------------- | ----------------------------- | ---------- |
| Úc (ARIA) | 8× Bạch kim   | 560.000‡                      |            |
| Áo (IFPI Áo) | Bạch kim      | 30.000‡                       |            |
| Bỉ (BEA) | 3× Bạch kim   | 60.000‡                       |            |
| Canada (Music Canada) | 6× Bạch kim   | 0*                            |            |
| Đan Mạch (IFPI Đan Mạch) | Bạch kim      | 90,000‡                       |            |
| Pháp (SNEP) | Kim cương     | 250,000‡                      |            |
| Đức (BVMI) | 2× Bạch kim   | 600.000‡                      |            |
| Ý (FIMI) | 7× Bạch kim   | 350.000‡                      |            |
| New Zealand (RMNZ) | Bạch kim      | 30.000‡                       |            |
| Na Uy (IFPI) | 3× Bạch kim   | 180.000‡                      |            |
| Ba Lan (ZPAV) | 4× Bạch kim   | 80.000‡                       |            |
| Bồ Đào Nha (AFP) | Bạch kim      | 10.000‡                       |            |
| Hàn Quốc (Gaon Chart) | —             | 936,917                       |            |
| Tây Ban Nha (PROMUSICAE) | 2× Bạch kim   | 80.000‡                       |            |
| Thụy Điển (GLF) | 9× Bạch kim   | 72.000.000                    |            |
| Thụy Sĩ (IFPI) | 4× Bạch kim   | 80.000‡                       |            |
| Anh Quốc (BPI) | 2× Bạch kim   | 1,450,000                     |            |
| certyear=2018}} | Hoa Kỳ (RIAA) | 5× Bạch kim                   | 5.000.000‡ |
| * Chứng nhận dựa theo doanh số tiêu thụ. ^ Chứng nhận dựa theo doanh số nhập hàng. ‡ Chứng nhận dựa theo doanh số tiêu thụ và phát trực tuyến. |               |                               |            |

## Lịch sử phát hành
| Quốc gia | Ngày                | Định dạng              | Phiên bản     | Hãng đĩa           | Nguồn   |
| -------- | ------------------- | ---------------------- | ------------- | ------------------ | ------- |
| Toàn cầu | 22 tháng 2 năm 2017 | Tải kĩ thuật số        | Bản gốc       | Disruptor Columbia | [ 118 ] |
| Ý        | 22 tháng 2 năm 2017 | Contemporary hit radio | Bản gốc       | Sony               | [ 119 ] |
| Hoa Kỳ   | 28 tháng 2 năm 2017 | Contemporary hit radio | Bản gốc       | Columbia           | [ 120 ] |
| Toàn cầu | 28 tháng 4 năm 2017 | Tải kĩ thuật số        | Remix Pack EP | Disruptor Columbia | [ 4 ]   |